# Apanteles hyalinatus
Apanteles hyalinatus är en stekelart som beskrevs av Granger 1949. Apanteles hyalinatus ingår i släktet Apanteles och familjen bracksteklar. Inga underarter finns listade i Catalogue of Life.